# Ignorance Is Bliss (Skepta)
Ignorance Is Bliss è il quinto album in studio del rapper britannico Skepta, pubblicato il 31 maggio 2019 attraverso l'etichetta Boy Better Know. È il seguito del suo album del 2016 Konnichiwa.

## Prefazione
Nel 2018, Skepta annunciò che il suo prossimo album si sarebbe intitolato SkLevel, ma aggiunse nell'aprile 2019 che il titolo era stato cambiato perché «#SkLEVEL è un progetto del 2018. Anno nuovo, nuovo nome».
Il 28 aprile 2019, Skepta ha annunciato l'uscita attraverso i suoi social media, condividendo la data di uscita e la copertina, che NME ha descritto come una «griglia di nove immagini termiche». Il 9 maggio 2019, il rapper ha pubblicato il singolo Bullet from a Gun per lo streaming e il download digitale. Più tardi quel giorno, pubblicò il secondo singolo Greaze Mode con Nafe Smallz.

## Tracce
1. Bullet from a Gun – 2:51
2. Greaze Mode (con Nafe Smallz) – 2:48
3. Redrum (feat. Key) – 3:55
4. No Sleep – 3:11
5. What Do You Mean? (feat. J Hus) – 3:31
6. Going Through It – 3:14
7. Same Old Story – 3:20
8. Love Me Not (feat. Cheb Rabi, B Live) – 3:23
9. Animal Instinct (feat. Lancey Foux) – 3:09
10. Glow in the Dark (feat. Lay-Z, Wizkid) – 2:55
11. You Wish – 2:46
12. Gangsta (feat. Boy Better Know) – 3:19
13. Pure Water – 3:11